# Erhard Karkoschka
Erhard Karkoschka (6. března 1923 Moravská Ostrava – 26. června 2009 Stuttgart) byl německý hudební skladatel narozený v Československu.

## Život
Narodil se v Moravské Ostravě, nynější části statutárního města Ostrava. Po druhé světové válce hrál v bayreuthském symfonickém orchestru. Později studoval na Univerzitě Tübingen skladbu, dirigování a hudební vědu. Studia zakončil disertační prací na téma Rozvoj skladebné techniky v raných dílech Antona Weberna. K jeho zájmům patřila filosofie a komparační religionistika.
Od roku 1948 byl pedagogem Hochschule für Musik und Darstellende Kunst ve Stuttgartu, kde založil v roce 1962 soubor Nové hudby. Ten byl roku 1976 oddělen od školy. Mezi lety 1958–1968 vedl sbor a orchestr Vysoké školy zemědělské v Hohenheimu (nyní Univerzita Hohenheim).
Mezi lety 1964–1972 byl členem správní rady darmstadtského Institutu pro Novou hudbu a hudební produkci (Institut für Neue Musik und Musikerzeihung), v letech 1974–1980 předsedal německé sekci Mezinárodní společnosti pro Novou hudbu. Byl také redaktorem belgicko-nizozemského časopisu o Nové hudbě Interface.
Zejména o Nové hudbě přednášel i v zahraničí – např. v Jižní Africe, Moldávii, Jižní Koreji či v Číně.

## Vybrané kompozice
- Kompositionsaufträge